# Waltz for Koop
Albums de Koop
Sons of Koop
(1997) Koop Island
(2006)
Waltz for Koop est le second album du duo de musique électronique suédois Koop. C'est leur premier album à entrer dans le classement américain du Billboard magazine, atteignant la dix-septième place des Top Electronic Albums.

## Liste des titres
1. Waltz for Koop (Oscar Simonsson, Magnus Zingmark) – 3:06
2. Tonight (Simonsson, Zingmark) – 2:54
3. Baby (Simonsson, Zingmark) – 3:47
4. Summer Sun (Simonsson, Zingmark) – 3:47
5. Soul for Sahib (Simonsson, Zingmark) – 3:37
6. Modal Mile (Simonsson, Earl Zinger, Zingmark) – 4:21
7. In a Heartbeat (Terry Callier, Simonsson, Zingmark) – 5:10
8. Relaxin' at Club F****N (Simonsson, Zingmark) – 4:15
9. Bright Nights (Simonsson, Zingmark) – 3:55